# Этво
Этво́ (фр. Étevaux) — коммуна во Франции, находится в регионе Бургундия. Департамент коммуны — Кот-д’Ор. Входит в состав кантона Понтайе-сюр-Сон. Округ коммуны — Дижон.
Код INSEE коммуны — 21256.

## Население
Население коммуны на 2010 год составляло 294 человека.
| 1962 | 1968 | 1975 | 1982 | 1990 | 1999 | 2010 |
| ---- | ---- | ---- | ---- | ---- | ---- | ---- |
| 176  | 162  | 165  | 206  | 247  | 259  | 294  |

## Экономика
В 2010 году среди 190 человек трудоспособного возраста (15—64 лет) 152 были экономически активными, 38 — неактивными (показатель активности — 80,0 %, в 1999 году было 80,7 %). Из 152 активных жителей работали 145 человек (75 мужчин и 70 женщин), безработных было 7 (5 мужчин и 2 женщины). Среди 38 неактивных 13 человек были учениками или студентами, 21 — пенсионерами, 4 были неактивными по другим причинам.